# Barbara Zegarska
Barbara Teresa Zegarska – polska alergolog, dermatolog, dr hab. nauk medycznych, profesor i kierownik Katedry Kosmetologii i Dermatologii Estetycznej Wydziału Farmaceutycznego Collegium Medicum im. Ludwika Rydygiera w Bydgoszczy Uniwersytetu Mikołaja Kopernika w Toruniu.

## Życiorys
W 1979 ukończyła studia medyczne w Pomorskiej Akademii Medycznej w Szczecinie, 5 maja 1993 obroniła pracę doktorską Procesy patologiczne w górnym odcinku przewodu pokarmowego u pacjentów z trądzikiem różowatym i rola alergenów pokarmowych w etiopatogenezie tej choroby, 25 czerwca 2010 habilitowała się na podstawie pracy zatytułowanej Mechanizmy starzenia się skóry w aspekcie badań klinicznych, morfologicznych i immunomorfologicznych. 9 maja 2018 uzyskała tytuł profesora nauk medycznych.
Została zatrudniona na stanowisku adiunkta w Zakładzie Kosmetologii na Wydziale Farmaceutycznym Collegium Medicum im. Ludwika Rydygiera w Bydgoszczy Uniwersytetu Mikołaja Kopernika w Toruniu.
Była kierownikiem (p.o.) Zakładu Kosmetologii Wydziału Farmaceutycznego Collegium Medicum im. Ludwika Rydygiera w Bydgoszczy Uniwersytetu Mikołaja Kopernika w Toruniu.
Jest profesorem i kierownikiem w Katedrze Kosmetologii i Dermatologii Estetycznej na Wydziale Farmaceutycznym Collegium Medicum im. Ludwika Rydygiera w Bydgoszczy Uniwersytetu Mikołaja Kopernika w Toruniu.
Żona prof. Wojciecha Zegarskiego.